# Dornwald

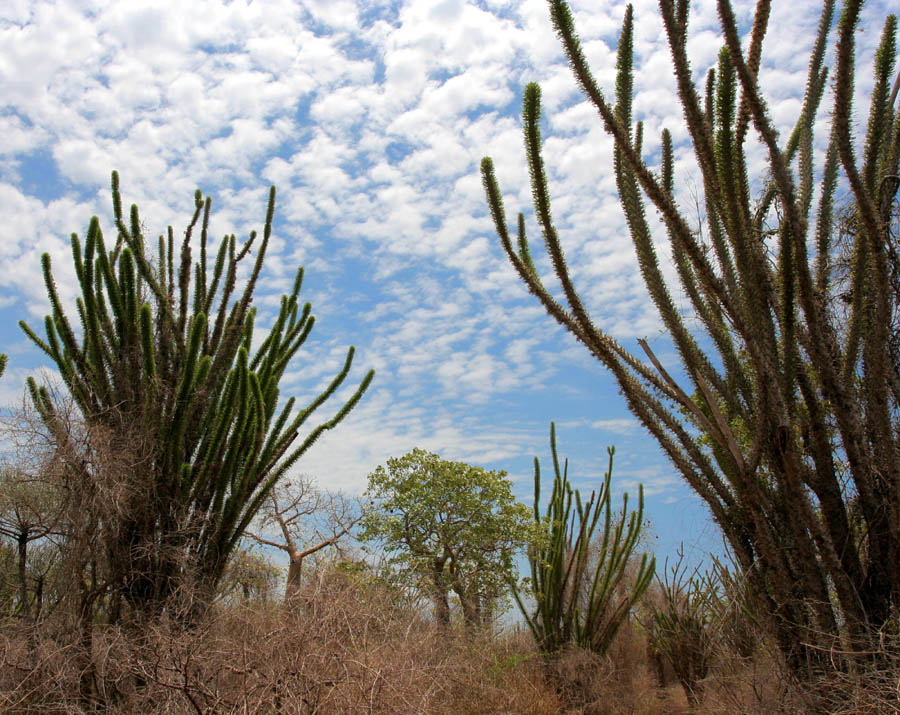
Dornwald mit Alluaudia procera auf Madagaskar

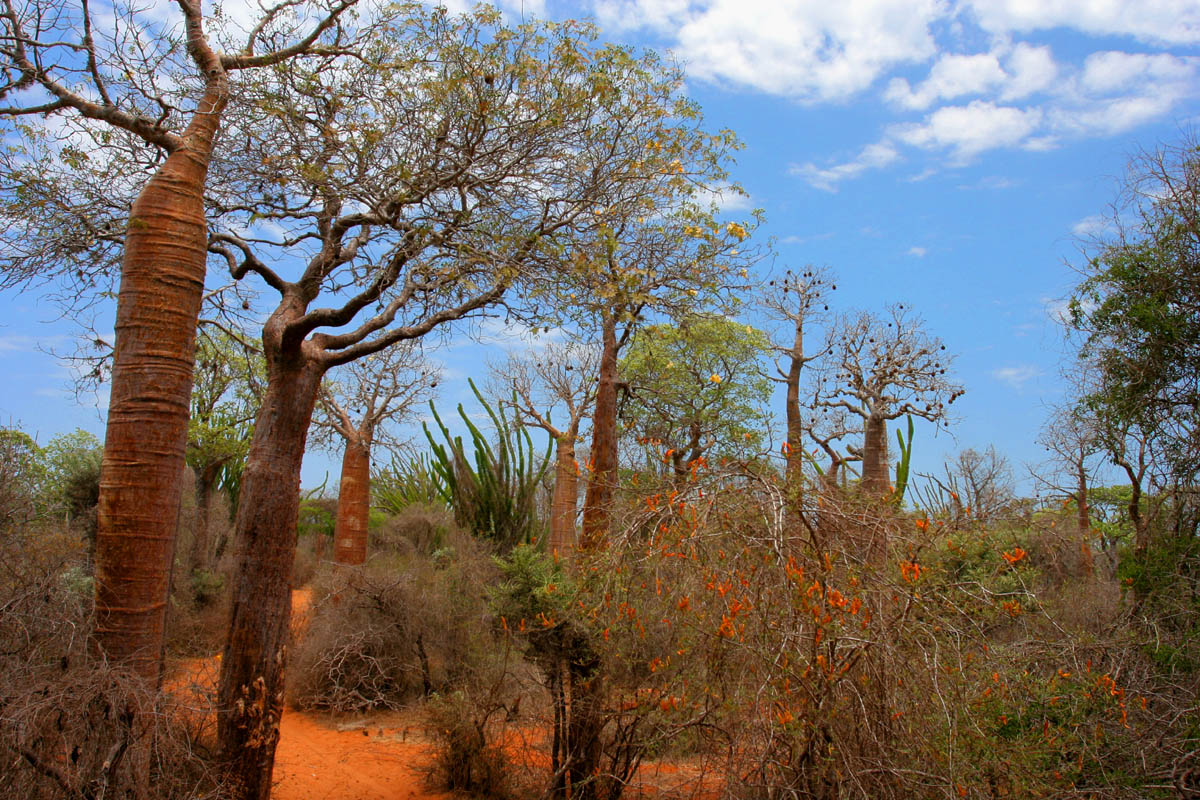
Dornwald mit Flaschenbäumen und Alluaudia procera auf Madagaskar

Als Dornwald wird die von Dornpflanzen und Sukkulenten geprägte Gehölz-Vegetation in verschiedenen Trockengebieten der Erde bezeichnet. Der Dornwald im Nordosten Brasiliens wird Caatinga genannt.

## Madagaskar
In Madagaskar ist der dem Monsun abgewendete Südwesten der Insel von einer Dornbusch-Sukkulenten-Vegetation geprägt. Das Gebiet umfasst einen 50 bis maximal 100 km breiten Streifen entlang der Küste von etwa Morondava bis Tao Lanaro. Die Station Tuléar weist eine Jahresmitteltemperatur von 24,2 °C bei einem absoluten Minimum von 6,1 °C auf, während der kurzen Sommerregenzeit fallen im Schnitt 344 mm Regen. Die Niederschläge fallen jedoch sehr unregelmäßig, sodass sich keine Strauchsavanne entwickeln kann. Die teilweise langen Dürreperioden verhindern das Wachstum von Gräsern. 
Eine charakteristische Pflanzenfamilie ist die in diesem Gebiet endemische Familie Didiereaceae, die 10 bis 15 m hohe Gehölze bildet. Diese laubabwerfenden, leicht sukkulenten Holzpflanzen wachsen in der Jugend strauchförmig, werfen später die unteren Zweige ab und wachsen baumförmig. Unter den Didiereaceae gibt es eine etwa 3 m hohe Strauchschicht, die von sukkulenten Euphorbia-Arten und anderen Sukkulenten gebildet wird. Außer Euphorbien der Sektion Tirucalli sind dies Vertreter der Gattungen Aloe, Kalanchoe und Crassula und sukkulente Kürbisgewächse (Xerosicyos, Seyrigea). Flaschenbäume der Arten Moringa drouhardi und Adansonia madagascariensis und Pachypodium lamerei sind weitere typische Vertreter des Dornwaldes. Charakteristische Merkmale der Pflanzen sind Dornen, Kladodien, Phyllokladien, Mikrophyllie oder Blattlosigkeit. 
Im Dornwald kommen auch etliche poikilohydre Gefäßpflanzen vor, so etwa Selaginella nivea, Farne wie Notholaena, Peltaea, Doryopteris und Vertreter der Velloziaceae (Xerophyta).

## Indien
Ein schmaler Streifen besonders im trockenen, westlichen Teil der Himalaya-Südflanke bis in 1000 m Seehöhe ist von einem subtropischen Hartlaub- oder Dornwald (Subtropical dry evergreen forest) bewachsen. Es ist ein niedrigwüchsiges, offenes Gehölz, das aus immergrünen, strauchartigen Holzpflanzen und niederwüchsigen Bäumen zusammengesetzt ist. Viele Arten sind dornbewehrt. In der Zeit des Sommer-Monsuns treten im Unterwuchs Gräser und Kräuter auf. Charakteristische Vertreter sind Chrysopogon, Cymbopogon, Heteropogon (alle Poaceae), Olecurpida und Akazien.

## Belege
- H. Walter, S.-W. Breckle: Ökologie der Erde. Band 2: Spezielle Ökologie der Tropischen und Subtropischen Zonen. 3. Auflage, Elsevier, München 2004. ISBN 3-8274-0789-3. S. 289f (Madagaskar), S. 306 (Indien)